# Josef Skružný
Josef Skružný (* 15. März 1871 in Prag; † 12. Mai 1948) war ein tschechischer satirischer Schriftsteller, Bühnen- und Drehbuchautor.
Skružný arbeitete zunächst als Redakteur der bekannten und beliebten humoristischen Zeitschrift „Humoristické listy“. Als Schriftsteller war er daneben Verfasser satirischer Romane und Erzählungen. Ferner schrieb er zahlreiche populäre Theaterstücke, von denen viele in den 1920er- und 1930er-Jahren verfilmt wurden. 
Skružný war mit zahlreichen namhaften tschechischen Schriftstellern und Satirikern befreundet, die vor dem Ersten Weltkrieg einen Prager Bohème-Kreis bildeten, darunter Josef Mach, František Langer und Jaroslav Hašek.
Später wurde Skružný extremer Antikommunist und kollaborierte während der NS-Okkupation der Tschechoslowakei mit den Deutschen. Sein Sohn Roman Skružný (1932–2004) war ein bekannter Neonazi.

## Werke (Auswahl)
- Ptačí mozky. (20 tisíc za Karličku). Fraška o třech dějstvích. 1907
- Dlouhý, Široký a Bystrozraký. 1907
- Darebák. Veselohra o 1 jedn. 1910
- Spodničky. Veselohra o 3 dějstvích. 1910
- Menažerie. 1916
- Deklamace. 1918
- Ferdinand spí. Veselohra o 3 dějstvích. 1918
- Románek na horách. Veselohra o 3 dějstvích. 1918
- Zlodějské humoresky. 1919
- Macíčkova dovolená. Veselohra o 3 děj. 1922
- Útěk z kriminálu. Humoristický román. 1923
- Urážky na cti. Humoresky. 1924
- Falešná kočička. Veselohra o 3 dějstvích. 1925
- Stávka mládenců. Humoresky. 1925
- Sňatkový podvodník. Veselohra o 3 aktech. 1925
- Milenky starého kriminálníka. Veselohra o třech dějstvích. 1927
- Žabec. Veselohra o 3 dějstvích. 1928
- Z mého notesu. 1930
- Kotrmelec. 1933
- Noc před rozvodem. Humoresky a satiry. 1933
- Dvanáct set denně. Humoresky a satiry. 1933
- Deník Kačenky Strnadové služebné v Praze. 1934
- Zelený automobil. Románek milionářovy dcery. 1934
- Opičák. Fraška o 3 dějstvích. 1937
- Salon krásy v Brčálovicích. Veselohra o 1 aktu. 1938